# Marcelo Herrera (calciatore 1998)
Marcelo Andrés Herrera Mansilla (Corrientes, 3 novembre 1998) è un calciatore argentino, difensore del Columbus Crew in prestito dal River Plate.

## Caratteristiche tecniche
È un terzino destro.

## Carriera

### Club
Cresciuto nelle giovanili del San Lorenzo, ha esordito in prima squadra il 22 settembre 2018 in occasione del match di campionato vinto 3-2 contro il Patronato.

### Nazionale
Ha partecipato ai Giochi Olimpici di Tokyo.

## Palmarès

### Club

#### Competizioni nazionali
- Campionato argentino: 1

River Plate: 2023
- Trofeo de Campeones de la Liga Profesional: 1

River Plate: 2023

#### Competizioni internazionali
- Leagues Cup: 1

Columbus Crew: 2024